# 府内高等学校
府内高等学校（ふないこうとうがっこう）は、大分県大分市金池南一丁目にある私立高等学校。大分県で唯一の単独通信制（広域通信制）高等学校である。大分駅南200メートルに位置する。

## 概要
大分市で大学受験予備校などを運営する学校法人府内学園によって、2010年（平成22年）4月に開校した。
私立高校としては大分県内で初めての単独通信制高等学校である。また、かつて大分県には県立の単独通信制高等学校である碩信高等学校があったが、本校の開校直前の2010年3月に閉校し、同年4月に統合されて通信制・定時制を並置する爽風館高等学校となったため、本校は、公立校を含めても大分県内で現存する唯一の単独通信制高等学校である。
通信制の学校であるが、サポート校として府内高等学院が併設されており、同学院に通学することで、実質的に通常の全日制高校と同様の高校生活を送ることができる。

## 設置学科
- 普通科（定員240名）[3]

## 沿革
- 2010年（平成22年）3月15日 - 設置許可[3]。
- 2010年（平成22年）4月1日 - 開校[4]。